# Chetogena claripennis
Chetogena claripennis är en tvåvingeart som först beskrevs av Macquart 1848.  Chetogena claripennis ingår i släktet Chetogena och familjen parasitflugor. Inga underarter finns listade i Catalogue of Life.